# Tonota
Tonota is een dorp in het district Central in Botswana. De plaats telt 21031 inwoners (2011).